# Port lotniczy Kilimandżaro
Port lotniczy Kilimandżaro – międzynarodowy port lotniczy położony 30 km na zachód od Moshi, w pobliżu masywu Kilimandżaro. Jest jednym z największych portów lotniczych w Tanzanii.

## Linie lotnicze i połączenia
| Linia Lotnicza        | Kierunek                                                       |
| --------------------- | -------------------------------------------------------------- |
| Airkenya Express      | 1. Nairobi-Wilson                                              |
| Air Tanzania          | 1. Dar es Salaam 2. Entebbe 3. Zanzibar                        |
| Coastal Aviation      | 1. Arusza 2. Jezioro Manyara 3. Mwanza 4. Seronera 5. Zanzibar |
| Discover Airlines     | 1. Frankfurt                                                   |
| Edelweiss Air         | 1. Zurych                                                      |
| Ethiopian Airlines    | 1. Addis Abeba                                                 |
| Flydubai              | 1. Dubaj                                                       |
| Kenya Airways         | 1. Nairobi                                                     |
| KLM                   | 1. Amsterdam                                                   |
| Precision Air         | 1. Dar es Salaam 2. Entebbe 3. Mwanza 4. Nairobi 5. Zanzibar   |
| Qatar Airways         | 1. Doha                                                        |
| Regional Air Services | 1. Arusza 2. Jezioro Manyara                                   |
| RwandAir              | 1. Kigali                                                      |
| Safarilink Aviation   | 1. Nairobi-Wilson                                              |
| Turkish Airlines      | 1. Stambuł                                                     |
| Uganda Airlines       | 1. Entebbe                                                     |